# مشرع بلقصيري
مشرع بلقصيري هي مدينة مغربية تقع في إقليم سيدي قاسم ضمن جهة الرباط سلا القنيطرة غرب المملكة. بلغ عدد سكانها 31.497 نسمة (إحصاء 2014).

## الموقع
تبعد مشرع بلقصيري عن مدينة القنيطرة ب 65 كلم، وعن مدينة طنجة ب 180 كلم، وعن مدينة سيدي قاسم العاصمة الإدارية للإقليم ب 45 كلم، وعن مدينة مكناس ب 90 كلم، وعن الرباط العاصمة ب 120 كلم، وتبعد عن شاطئ مولاي بوسلهام الواقع بالمحيط الأطلسي ب 60 كلم، تعبره الطريق الرئيسي الرابطة بين طنجة ومكناس، وتخترقه السكة الحديدية الرابطة بين طنجة وفاس وبين طنجة والدار البيضاء.

## التأسيس
تم إنشاء مدينة مشرع بلقصيري في 20 أغسطس 1913 في موقع يعد قلب سهل سبو الخصب وانفتاحه على كل الواجهات مما جعله نقطة تواصل مهمة سواء عن طريق النقل البحري أو الملاحة النهرية خاصة مع إنشاء ميناء نهري آنداك لنقل السلع عبر سبو طيلة السنة من القنيطرة إلى فاس في 1913 أو عبر النقل السككي بإنشاء الخط السككي من فاس إلى طنجة في 1915.

## الإسم
سميت مشرع بلقصيري بهذا الاسم نسبة إلى رجل إسمه ابن القصيري كان يقوم بعمليات نقل القوافل التجارية التي كانت تمارس نشاطها التجاري بين مدينتي فاس و طنجة على مركبه ويعبر بها نهر سبو ونتيجة لهذه العمليات التكرارية والتي أصبحت اعتيادية بالنسبة للناس أصبحت مدينة بلقصيري تحمل إسمه فمشرع تعني ممر و بلقصيري اسم رجل كان نقطة اتصال بين قبيلتين هامتين هما قبيلة سفيان وقبيلة بني مالك.

## البلدية
يمكن القول أن المنطقة التي ينتمي إليها مشرع بلقصيري تعتبر ملتقى لعدة قبائل الشيء الذي يميزها عن باقي مناطق الغرب والذي أهّلها أن تلعب دورا مهما لا في التاريخ المغربي فحسب، بل في اقتصاده. لهذا فقد انتقلت من إطار مركز مستقل إلى إطار بلدية سنة 1990 بعدما كانت مجرد نواة حضرية.

## المجال الاقتصادي والصناعي
يتميز النشاط الاقتصادي بسيطرة القطاعات التالية: الفلاحة الصناعية، التجارية، وعدد من الحرف المتنوعة بالإضافة إلى قطاع الخدمات العامة، وتعتبر الفلاحة الصناعية ذات أهمية اقتصادية نظراً لتنوع المزروعات الصناعية حيث ثم تشييد وحدتين صناعيتين الأولى يطلق عليه«مجموعة معامل الشمندر السكري للغرب واللكوس» (سونابيل)، والثانية مجموعة معامل قصب السكر (سوراك). إضافة إلى ذلك كان قد تم إنشاء محطة لتلفيف الحوامض، ومعمل لصناعة الأجور، وتتواجد بالمدينة كذلك عدة معالم ترتبط بالفلاحة كشركة التنمية الفلاحية «صوديا» وشركة استثمار الأراضي الفلاحية «صوجيطا».

## المزروعات
فهي متنوعة ومختلفة فتجد الأرز والقطنيات والكلاء والبرتقال والبقول والعنب والذرة ثم هناك كذلك المزروعات الصناعية كقصب السكر والشمندر السكري والحبوب والخضروات والفواكه وتربية المواشي والنحل والحوامض.

## المجال الثقافي والإجتماعي
تتوفر المدينة على مجموعة من المرافق الثقافية والاجتماعية والرياضية وإن بدت ضئيلة فهي أسهمت إلى حدٍّ ما إلى الاستجابة لمتطلبات حاجيات الساكنة. ففي مجال الدراسة تتواجد بالمدينة مدارس للتعليم الابتدائي والأساسي والإعدادي والثانوي، أما الجانب الثقافي فتتوفر المدينة على دار الشباب وخزانة بلدية للكتب.. أما على ملعب نلكرة القدم ونادي للكرة الحديدية .

## المجال البشري والتطور الديمغرافي
يعود أصل سكان مشرع بلقصيري بصفة خاصة وسكان الغرب بصفة عامة إلى مزيج يتكون من عناصر بربرية وعربية، وينتسب البرابرة حسب ابن خلدون إلى قبيلة مصمودة، أما السكان ذووا الأصل العربي فيعود عهدهم لسنة 1187 حين قرر يعقوب المنصور أن ينقل إلى بعض العناصر التي كانت تقطن بإفريقيا. وقد عرفت مشرع بلقصيري تطورا سريعا من الناحية الديمغرافية حيث انتقلت من 400 نسمة سنة 1960 إلى 8622 نسمة سنة 1982 حيث بلغ عدد سكان المدينة حسب الإحصاء الرسمي للسكان سنة 1994 إلى 23876 نسمة وحسب إحصاء سنة 2004 بلغ عدد السكان 27011 نسمة.

## المجال الجغرافي
تبعد مشرع بلقصيري عن مدينة طنجة ب 180 كلم وعن مدينة سيدي قاسم العاصمة الإدارية للإقليم ب 45 كلم وعن مدينة مكناس ب 90 كلم وعن مدينة القنيطرة ب80 وعن الرباط العاصمة ب 120 كلم، ويبعد عن شاطئ مولاي بوسلهام الواقع بالمحيط الأطلسي ب 60 كلم، تعبره الطريق الرئيسي الرابطة بين طنجة ومكناس، وتخترقه السكة الحديدية الرابطة بين طنجة وفاس وبين طنجة والدار البيضاء.

### المساحة
8 كلم²(800 هكتار)

### الإرتفاع عن سطح البحر
16 متر على مستوى البحر.

### المناخ
يخضع مشرع بلقصيري لمناخ نصف قاري يتميز بالبرودة في شهر دجنبر وفبراير وبالحرارة في شهر يوليوز وغشت ويتراوح المعدل السنوي للأمطار ما بين 300 و 500 ملم.

### التربة
تجمع ما بين أنواع مختلفة كالترس والدهس والرمل والحمري.

## المجال الإجتماعي والإداري
يوجد بمشرع بلقصيري مستشفى محلي ودار الطالب تستوعب عدد من اليتامى والفقراء، ومركز نسوي لتعليم النساء والفتيات الخياطة والطرز..وفرع لمؤسسة رعاية المكفوفين والهلال الأحمر إضافة إلى مصالح أخرى كمركز الدائرة والمحكمة ومكتب البريد ووكلات بنكية ومحطة للقطار ومصلحة للمكتب الوطني للكهرباء والماء، ومفوضية الشرطة والدرك الملكي ورجال المطافئ، ومصلحة النقل ومفتشية للتعليم الابتدائي ومصلحة بيطرية...إلى جانب ذلك تتواجد عدة مرافق تجارية واقتصادية، وتجزءات سكنية..كما لا تخلو المدينة من آثار تاريخية وأضرحة تستقطب عدد من الزوار كالآثار الرومانية باناصا المتواجدة بدوّار سيدي علي بوجنون والتي يعود تاريخهاإلى 400 سنة قبل الميلاد.

## أعلام
- محيي الدين خالف، مدرب كرة قدم جزائري مزداد بمشرع ابن القصيري.